# Domstole i Nordirland
Domstolene i Nordirland udgør de civile og strafferetlige domstole i det nordirske retsområde. De anvender nordirsk lovgivningen og er reguleret gennem regler, fastsat af Den Nordirske Forsamling.
Storbritannien har ikke ét enkelt retssystem, men består af tre adskilte jurisdiktioner, hver med sit eget retssystem. Engelsk og Wales har et retssystem, Skotland et andet og Nordirland et tredje. Der er dog undtagelser til denne regel: For eksempel er immigrationslovgivningen den samme gennem hele kongeriget (dog ikke Nordirland).
Nordirlands Domstols- og Tribunalservice, der er et agentur under det nordirske justitsministerium,, administrerer Appeldomstolen, Landsretten, Landsretten for Kriminelle Sager, Magistratsdomstolene og Byretterne. Den britiske højesteret omfatter hele Storbritannien og ikke blot Nordirland, og denne domstol er derfor ikke administreret af Nordirlands Domstols- og Tribunalservicen. 

## Eksterne Henvisninger
- Nordirlands Domstols- og Tribunalservice Arkiveret 20. august 2008 hos  Wayback Machine